# Ars Magnesia

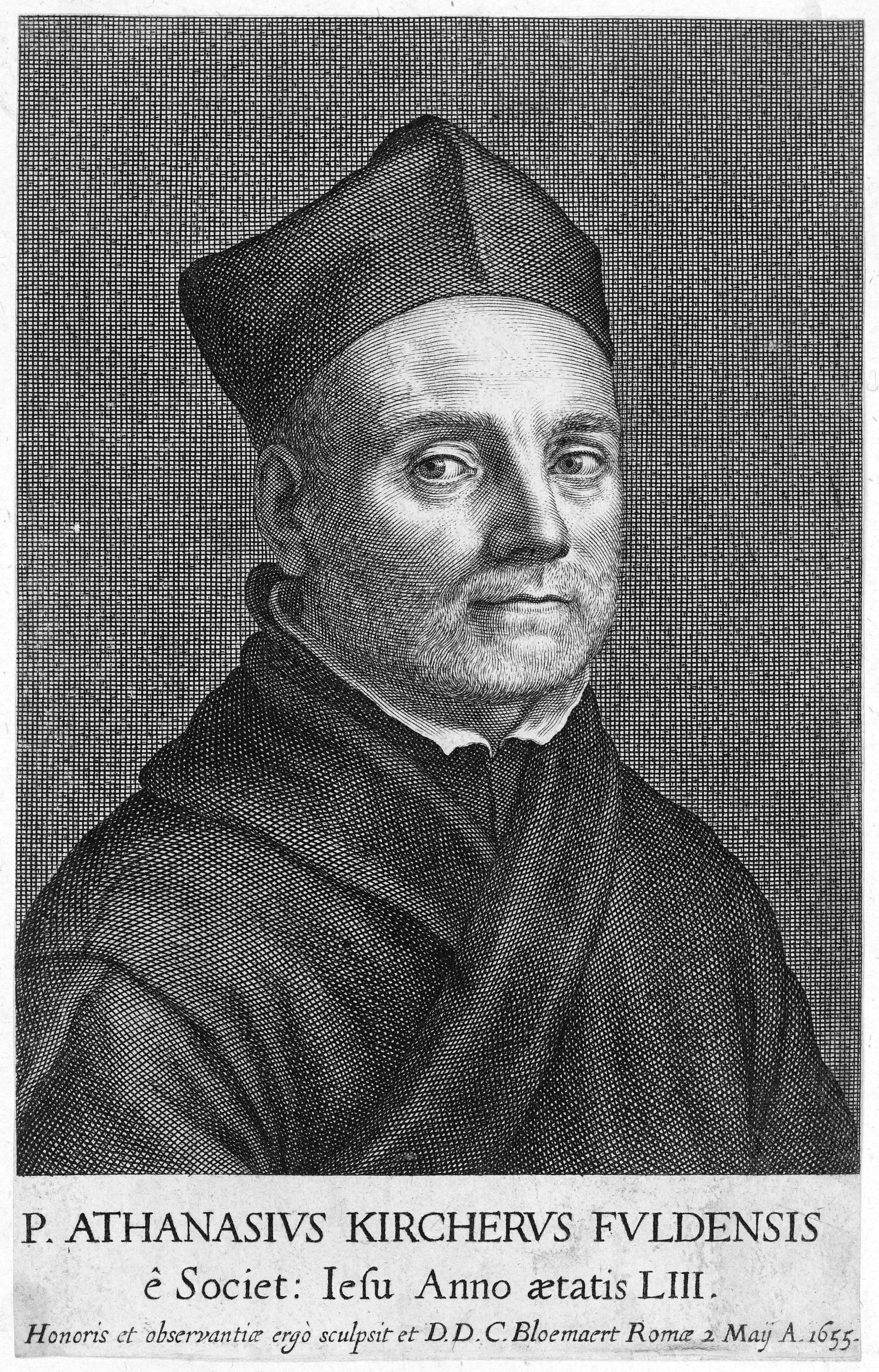
Афанасій Кірхер

Ars Magnesia («Магнетичне мистецтво») — книга про магнетизм вченого-єзуїта Атанасія Кірхера, що була написана в 1631 році. Це була його перша опублікована робота, написана, коли він був професором етики та математики, івриту та сирійської мови в Університеті Вюрцбурга. Книга була опублікована у Вюрцбурзі Еліасом Міхаелем Зінком.

## Висвітлені ідеї
Ця робота являє собою 48-сторінковий памфлет, який, можливо є друкованою версією лекції, яку Кірхер читав за кілька років до цього, викладаючи в єзуїтській семінарії в Гайлігенштадті. Це суміш описів власних експериментів Кірхера та звітів, взятих із класичних авторитетів. Він описує власні спроби виміряти силу магніту за допомогою терезів, розповідає, як виверження Везувію спричинило зміну напрямку магнітних стрілок, і дивується, що розпечений шматок заліза притягується магнітом, хоча магніт до нього не притягується. Він також припустив, що магнетизм може служити основою для зв'язку на великій відстані. Він посилався на праці Плінія та Плутарха і запропонував зберегти силу магніту, загорнувши його в висушене листя кукурудзи. Він попереджав, що якщо залишити магніт біля діаманта або натерти його часником, це послабить його, але його силу можна відновити, поливши його кров'ю кабана.
Ars Magnesia також обговорює, як силу магнетизму можна використати для ілюстрації чудес Біблії. Багато років потому у Римі Кірхер побудував механізм для демонстрації своїх пропозицій, що дозволило йому зобразити Йону, якого ковтає кит за допомогою магнетизму. Він також побудував скляну сферу, наполовину заповнену водою, що містила модель Святого Петра з магнітом усередині та іншу модель Ісуса зі сталлю всередині, яка могла відтворити Ісуса, який рятував Петра, коли той йшов по воді.
На завершення Кірхер пояснив, як сила магніту символізує божественну владу Святої Трійці, світську владу імператора, короля та принца та духовну владу священика, єпископа та проповідника.

## Пізніші роботи над магнетизмом
Пізніше Роберт Бойль писав про магнетизм, що «геніальний Кірхер настільки широко його досліджував у своїй об'ємній книзі Ars Magnetica (sic), хоча він ще не пожав свою ниву настільки чисто, однак ретельний збирач може знайти достатньо колосків, щоб зробити кілька снопів.» Кірхер кілька разів повертався до теми магнетизму у своїх пізніших дослідженнях, опублікувавши Magnes sive de Arte Magnetica (1641) і Magneticum Naturae regnum (1667).